# Talschulter

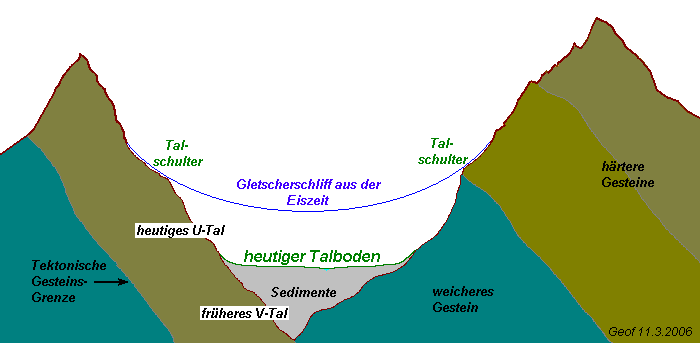
Schematischer Querschnitt eines im Pleistozän überprägten Gebirgstales. Die Talschultern fallen in den Ostalpen mitunter mit der Inversions-Nebelgrenze zusammen, haben aber nichts miteinander gemein.

Als Talschulter wird in der Geomorphologie eine Geländekante bezeichnet, die in größerer Höhe über dem Talboden parallel zur Talachse verläuft; unterhalb der Talschulter verengt sich das Tal.
Im Hochgebirge finden sich Talschultern hauptsächlich bei Trogtälern und werden dann Trogschulter genannt. Sie treten üblicherweise an beiden Hangseiten und in etwa gleicher Höhe über dem Talboden auf und sind durch den Gletscherschliff während der Eis- und Kaltzeiten entstanden. Bedingt durch die erosive Tätigkeit des Gletschers kommt es zu 
Übertiefungserscheinungen, die mehr als 1000 m betragen können (Inntal, Salzachtal) und postglazial mit Sedimenten verfüllt werden. Die Kompetenz des Gesteins spielt für die erosive Tätigkeit des Gletschers eine kaum relevante Rolle (man denke an Gletscherkare in metamorphen, hochkompetenten Gesteinen wie Serpentiniten). Im Zuge postglazialer Dynamik kann es zu Bergzerreißungen oder Talzuschub kommen, da die Talflanken nicht mehr durch die Gletschermasse gestützt werden. Dadurch kommt es zur Ausbildung charakteristischer Formen.

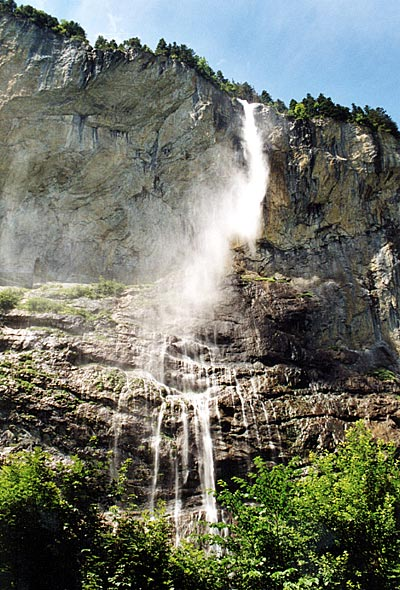
Staubbachfall von der Talschulter im Lauterbrunnental

In besonders breiten, glazial überprägten Tälern können unterschiedliche Höhen der Gletscherstände der verschiedenen Eiszeiten und auch Kaltzeiten zur Ausbildung mehrerer Talschultern bzw. Terrassen in unterschiedlicher Höhe führen, so z. B. im Südtiroler Langtauferer Tal nahe dem Reschenpass in den Ötztaler Alpen. Oft bildet der Fluss dann in der Talsohle noch ein Kerbtal, z. B. im Vorderrheintal.
Je breiter ein Gebirgstal ist, desto tiefer liegt meistens die Talschulter. Im Inntal beispielsweise liegt sie nur 100–200 m über dem Talboden und hat die Form einer Talterrasse, auf der – besonders auf der Sonnseite – zahlreiche Ortschaften liegen.
Talschultern sind in der Schweiz seit dem Mittelalter dort besiedelt, wo das Flusstal selbst eng oder häufigen Hochwassern ausgesetzt ist. Heute haben sich viele solche Orte zu Ferienorten entwickelt, beispielsweise Braunwald, Flims, Obersaxen, Wengen, Mürren oder Scuol.
Die Terrassen sind besonders im alpinen Raum wichtige und ergiebige Grundwasserreservoirs und bilden hervorragende Grundwasserleiter (Aquifers).
Oft sind die Terrassen auch der Ausgangspunkt für spektakuläre Wasserfälle, beispielsweise im Lauterbrunnental oder in Meiringen.

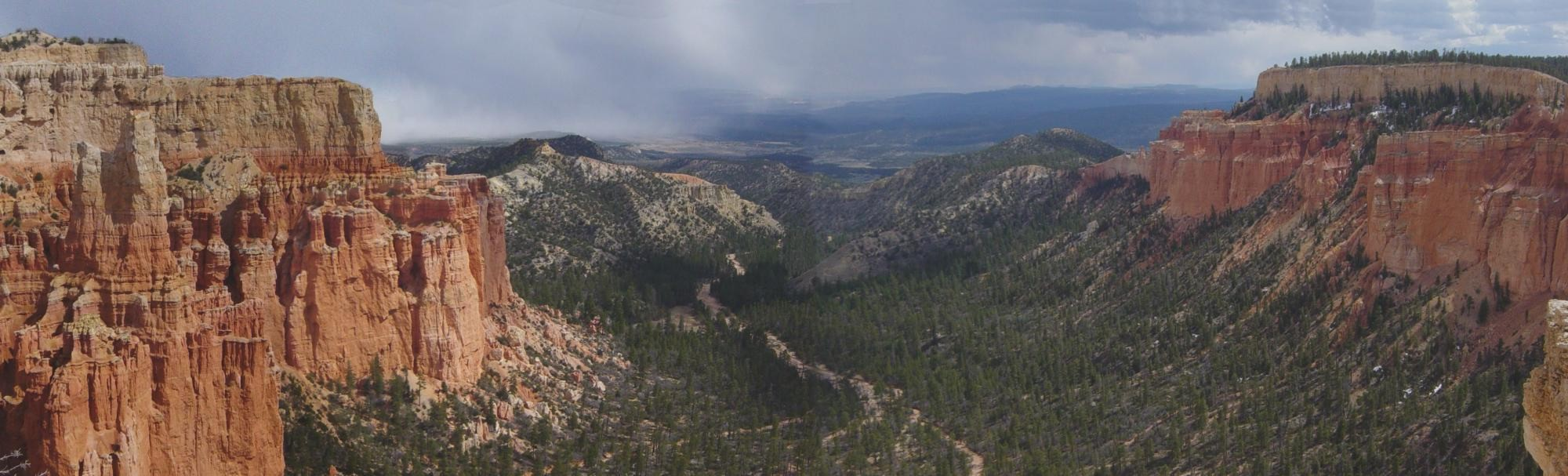
Tal in Bryce Canyon

Täler mit schulterähnlichem Querschnitt treten auch bei manchen Canyons in Nordamerika auf, obwohl die Erosion dort nicht mit Gletscherschliff zu tun hat, sondern von der erosiven Tätigkeit des Vorfluters abhängig ist. Siehe z. B. die Geologie des Bryce-Canyons (nebenstehendes Bild).